# Mario Chirinos
Mario Roberto Chirinos Acosta, meglio noto come Mario Chirinos (Tegucigalpa, 29 luglio 1978), è un ex calciatore honduregno, di ruolo centrocampista.

## Carriera

### Nazionale
Nel 2000 ha partecipato, nella selezione honduregna, ai Giochi della XXVII Olimpiade di Sydney.

## Palmarès

### Club

#### Competizioni nazionali
- Campionato honduregno: 4

Motagua: 1997-1998 Clausura, 1999-2000 Apertura, 1999-2000 Clausura
Real España: 2003-2004 Apertura
- Supercoppa honduregna: 1

Motagua: 1997-1998